# Camí de l'Otzetó
El Camí de l'Otzetó és una pista rural del terme municipal de Granera, a la comarca del Moianès.

El Camí de l'Otzetó, respecte de Granera

Està situat en el sector occidental del terme, al nord de la masia de l'Otzet. Arrenca del Camí del Serrat del Moro, i se'n va cap al nord-oest, per anar a buscar el Serrat de l'Otzetó, que ressegueix fins a l'extrem nord, on torç en angle recte cap a ponent i davalla fins al lloc on hi ha les restes de la masia de l'Otzetó. Mentre ressegueix la carena, fa de termenal entre Granera i Monistrol de Calders.